# Iglesia de Santa María Micaela (Melilla)
La iglesia parroquial de Santa María Micaela es un templo católico neorrománico situada en la Avenida de la Juventud, Ensanche Modernista de la ciudad española de Melilla.

## Historia
Construida bajo la dirección de Mariano Puigdollers, director general de asuntos Eclesíasticos, por los arquitectos Enrique Atencia y Guillermo García Pascual y por el contratista celestino Roselló su Campana se bendijo el 21 de enero de 1953 por Manuel Guerrero, párroco del templo en delegación del Obispo de Málaga, Ángel Herrero Oria y con la asistencia del arcipreste de la Catedral de Málaga y administrador general del Obispado Francisco Corrales García y se inauguró al día siguiente por el Ángel Herrero Oria con la asistencia depadre Pascual Manuel Guerrero,   y Antonio Segovia y la presencia del alto comisario de España en Marruecos el teniente general Rafael García Valiño con su ayudante el teniente coronel Torres Martínez, el Santísimo Sacramento por el capellán castrense López Hurtado y al día siguiente su párroco dio la misa.

## Descripción
Está construida en piedra de la zona y ladrillo macizo para los muros y bóvedas.

### Exterior
La fachada principal cuenta con una puerta en arco de medio punto flanqueada por pilastras, que llevan hasta el frontón triangular, con un óculo, encontrándose a su izquierda una torre de ladrillo visto en su último cuerpo, que contrasta con el blanco de las paredes del edificio.

### Interior
El templo es de planta basilical, con tres naves, la nave central más ancha y alta que las laterales, con las que se separa por arcos de medio punto que dan paso a una bóveda de cañón con arcos formeros en la que se abren óculos. Esta nave se inicia en un nártex, sobre el que se sitúa un coro alto y desemboca en un ábside cuadrado.